# Златополь
Златопо́ль (рос. Златополь) — село у складі Кулундинського району Алтайського краю, Росія. Адміністративний центр Златополинської сільської ради.

## Населення
Населення — 760 осіб (2010; 795 у 2002).
Національний склад (станом на 2002 рік):
- росіяни — 66 %